# 해부루왕
해부루왕(解夫婁王, ? ~기원전 60년)는 부여의 2대 국왕으로 해모수왕의 아들이며, 금와왕의 아버지이다.

## 생애
해모수의 아들로 부여의 왕위를 계승한 해부루는 재상 아란불(阿蘭弗)이 천제(天帝)의 계시를 받아 도읍을 옮길 것을 청하자, 그에 따라 동쪽 바닷가의 가섭원(迦葉原)이라는 곳으로 나라를 옮겨 이를 동부여라고 하였다. 해부루가 옮겨간 뒤에 원래 도읍지에는 동명제(東明帝)가 나라를 세웠다는 기록 이 있으며, 다른 전승에 따르면, 해부루의 아버지에 대한 기록은 없고, 옮겨간 뒤에 해모수가 하늘에서 내려와 왕이 되었다고 한다. 이처럼, 삼국사기와 삼국유사에 따르면 부여는 해부루대에 동해의 바닷가에 있는 ‘가섭원(迦葉原)’으로 천도를 하고, 국호를 동부여라 하였음을 알 수 있다. 이에 대하여, 현재 대부분의 연구자들은 단순한 설화로만 보거나 두만강 하류에 위치했던 하나의 독립된 세력으로 보고 있는 것이 일반적인 통설이다. 하지만 일반적으로 도읍을 옮기는 것은 자국의 영역 내에서만 가능한 일이라는 점을 들어, 해부루왕이 영역 내 동쪽의 가섭원으로 도읍을 옮긴 것으로 봐야 한다는 주장도 있다.
해부루는 아들이 없었는데, 하늘에 제사를 올려 아들을 낳기를 기원하였다. 어느날 곤연(鯤淵) 부근에서 큰 바위를 보고 말이 눈물을 흘리는 것을 보고 바위를 치웠더니 금빛이 나는 개구리 모양의 어린아이가 있었다. 이 아이를 아들로 삼고 형상을 따서 금와(金蛙)라고 이름지었다.
해부루의 이름인 부루(夫婁)는 단군왕검의 아들로 알려져 있는 부루와 이름이 같아 《삼국유사》나 《세종실록》〈지리지〉에 해부루와 부루를 동일 인물로 파악한 기록이 전하기도 한다. 그러나 단군왕검의 아들 부루와 해부루의 관계를 정확히 밝혀진 것이 없어 구분하여 보는 것이 일반적이다. '부루'의 뜻을 '시조', '첫째'로 해석하는 견해가 있다.

## 가계
- 부왕 : 해모수왕(解慕漱王)
- 모후 : 미상
  - 국왕 : 해부루왕(解夫婁王)
  - 왕비 : 미상
    - 국왕 : 금와왕(金蛙王, 기원전 89년?~기원전 24년 재위:기원전 60년경~기원전 24년경)
    - 왕비 : 미상
      - 증손 : 대소왕(帶素王, 기원전 73년?~서기 22년, 재위:기원전 24년~서기 22년) 동부여 마지막 왕
      - 증손 : 갈사왕(曷思王, 생몰년 미상, 재위:22년~ ?)갈사부여의 왕

## 해부루왕이 등장하는 작품
- 《주몽》(MBC, 2006년~2007년, 배우:박근형)

## 같이 보기
- 부여족
- 동부여
- 부여(북부여)

## 참고 문헌
- 김부식 (1145). 〈삼국사기/권13 동명성왕 條〉. 《삼국사기》.
- 일연 (1281). 〈권제1〉. 《삼국유사》.

| 전임 해모수왕 | 제1대 동부여 왕 ? ~ 기원전 60년경 | 후임 금와왕 |

| 전임 해모수왕 | 한반도의 국가 원수 | 후임 금와왕 |